# Cantón Cayambe
Cayambe es uno de los ocho cantones de la Provincia de Pichincha. Se ubica al noreste de ella y cuenta con una superficie de 1182 km². Está conformado por ocho parroquias, tres urbanas y cinco rurales. Su cabecera cantonal es la ciudad de Cayambe, lugar donde se agrupa gran parte de su población total. 
Su nombre se deriva del ancestral pueblo de los cayambis, cuyos descendientes, el pueblo kichwa kayampi, aún habita en el lugar.
Aunque su origen es anterior a 1883, se toma esta fecha como el momento de su fundación, pues fue desde ahí que el cantón formó parte de la provincia de Pichincha.

## Organización territorial
La ciudad y el cantón Cayambe, al igual que las demás localidades ecuatorianas, se rige por una municipalidad según lo estipulado en la Constitución de la República del Ecuador. El Gobierno Municipal de Cayambe es una entidad de gobierno seccional que administra el cantón de forma autónoma al gobierno central. La municipalidad está organizada por la separación de poderes de carácter ejecutivo representado por el alcalde, y otro de carácter legislativo conformado por los miembros del concejo cantonal. El Alcalde es la máxima autoridad administrativa y política del Cantón Cayambe. Es la cabeza del cabildo y representante del Municipio.
El cantón se divide en parroquias que pueden ser urbanas o rurales y son representadas por los Gobiernos Parroquiales ante la Alcaldía de Cayambe.
Parroquias urbanas
- Cayambe
- Juan Montalvo

Parroquias rurales
- Ascázubi
- Ayora[1]
- Cangahua
- Cusubamba
- Olmedo
- Otón